# Грументо-Нова
Грументо-Нова (итал. Grumento Nova) — коммуна в Италии, расположена в регионе Базиликата, подчиняется административному центру Потенца.
Население составляет 1837 человек, плотность населения составляет 28 чел./км². Занимает площадь 66,17 км². Почтовый индекс — 85050. Телефонный код — 0975.
Покровителями коммуны почитаются Пресвятая Богородица (Madonna del Monserrato) и святой Лаверий (San Laverio), празднование в последнее воскресение августа и 17 ноября.